# Bidston
Bidston – wieś w Anglii, w hrabstwie ceremonialnym Merseyside, w dystrykcie metropolitalnym Wirral. Leży 7 km na zachód od centrum Liverpool i 291 km na północny zachód od Londynu. W 2001 miejscowość liczyła 10 446 mieszkańców.